# マハータンマラーチャー3世
マハータンマラーチャー3世（タイ語: มหาธรรมราชาที่ ๓、英語: Maha Thammaracha III）は、タイの古代王朝、スコータイ王朝の8代目の王である。二分化されたスコータイ王朝のうちの、ピサヌロークを統治していた。